# Дрейксвілл (Айова)
Дрейксвілл (англ. Drakesville) — місто (англ. city) в США, в окрузі Девіс штату Айова. Населення — 164 особи (2020).

## Географія
Дрейксвілл розташований за координатами 40°47′54″ пн. ш. 92°28′53″ зх. д. / 40.79833° пн. ш. 92.48139° зх. д. (40.798405, -92.481392).  За даними Бюро перепису населення США в 2010 році місто мало площу 0,64 км², уся площа — суходіл.

## Демографія
Згідно з переписом 2010 року, у місті мешкали 184 особи в 76 домогосподарствах у складі 47 родин. Густота населення становила 289 осіб/км².  Було 85 помешкань (133/км²).
Расовий склад населення:
| - 99,5 % — білих |

До двох чи більше рас належало 0,5 %. Частка іспаномовних становила 0,5 % від усіх жителів.
За віковим діапазоном населення розподілялося таким чином: 25,5 % — особи молодші 18 років, 56,0 % — особи у віці 18—64 років, 18,5 % — особи у віці 65 років та старші. Медіана віку мешканця становила 41,0 року. На 100 осіб жіночої статі у місті припадало 73,6 чоловіків;  на 100 жінок у віці від 18 років та старших — 80,3 чоловіків також старших 18 років.
Середній дохід на одне домашнє господарство  становив 43 261 долар США (медіана — 30 625), а середній дохід на одну сім'ю — 57 814 долари (медіана — 44 375). За межею бідності перебувало 14,7 % осіб, у тому числі 19,0 % дітей у віці до 18 років та 5,6 % осіб у віці 65 років та старших.
Цивільне працевлаштоване населення становило 95 осіб. Основні галузі зайнятості: виробництво — 26,3 %, освіта, охорона здоров'я та соціальна допомога — 24,2 %, транспорт — 12,6 %, роздрібна торгівля — 8,4 %.